# Joseph Hunt

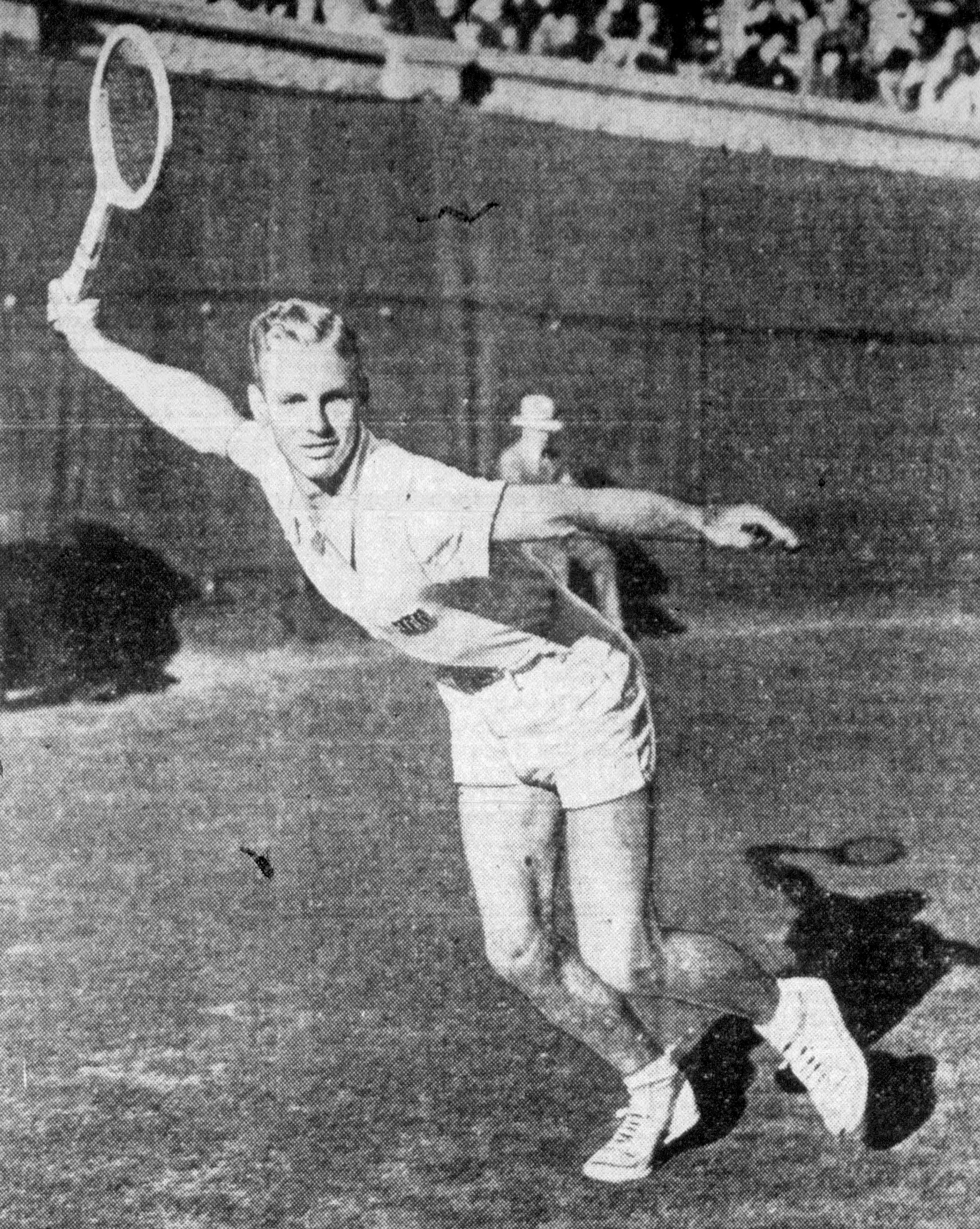

Joseph „Joe“ Raphael Hunt (* 17. Februar 1919 in San Francisco, Kalifornien; † 2. Februar 1945 über Florida) war ein US-amerikanischer Tennisspieler.

## Karriere
Er gewann 1943 die amerikanischen Meisterschaften (heute US Open) in Forest Hills. Mehr Siege im Tennis verhinderte sein Einsatz bei der amerikanischen Marine während des Zweiten Weltkriegs. Beim Absturz seines Flugzeugs über Florida kam er Anfang 1945 ums Leben.
1966 wurde er in die International Tennis Hall of Fame aufgenommen.